# Кызыл Алма
Кызыл Алма (тюрк. Qızıl Alma — Красное яблоко, тур. Kızıl Elma) — согласно тюркской мифологии, утопия и идеалы, к которым должны стремиться тюрки, а в частности тюрки-огузы. Символ активно эксплуатируется турецкими националистами, в представлении которых «Красное яблоко» становится некой желанной, но далекой, если не недостижимой целью. Кызыл Алма является одним из важных символов тюркского национализма и тюркской пропаганды, согласно которой все тюркские государства должны ставить в качестве конечной цели Кызыл Алму.
На счет трактовки Кызыл Алмы есть разногласия, некоторые тюркские националисты говорят о том, что Кызыл Алма — это только стремление объединить все тюркские государства в одну страну, другие же говорят о том, что идеология Кызыл Алмы, подразумевает, что весь мир (или планета) должен состоять из одного государства, править которым будет человек, этнически принадлежащий к тюркским народам.
Первое письменное упоминание Кызыл Алмы относится к османскому периоду после завоевания Стамбула. Тогда Кызыл Алма являлось стремлением янычар завоевать всю Европу. По разным источникам, начиная с Мехмет Фатиха до Мурада III лозунгом янычар было "Падишах, мы пойдем за тобой от Кафдагы до Кызылалмы". После взятия Белграда (1521-ый год), Сражения при Мохаче (1526-ой год) и осады Вены (1529-ый год) Султаном Сулейманом Великолепным, в армии начали говорить о "взятии Кызылалмы". В поэме "Кюнню'ль-Ахбар" (Kühnü’l-Ahbar) под авторством Мустафы Али из Гелиболу (Gelibolulu Mustafa Âlî) в одном месте указывается, что "Кызылалма связана с Португалией", а в другом месте говорится, что это "огромная церковь в самом отдалённом уголке страны Франков", историк-литератор Орхан Шаик Гёкъяй (Orhan Şaik Gökyay) склоняется к тому, что речь идёт о находящейся в Риме Базилике Святого Петра.
В написанном в 1789-м году Бернардино Пианциолой итальянско-греко-турецком словаре слова Рим и римлянин имели перевод "Kyzyl Alma" и"Kyzyl Almalu", также в книге приводится пример перевода: "Вместо того, чтобы поехать в Рим, он приехал в Падову" переведено на турецкий как "Kyzyl elmajà g'degeghinè, Paduaja g'eldì".
В написанной в 1850-м году Крым-Хаваджой Абд Эль Рахманом Челеби словаре слово "Рим" переводится как "Кизыль-алма", а "римлянин" как "Кызиль-алмалу" .